# Юрий Клён
Освальд Фёдорович (Освальд-Экхарт Фридрихович) Бургардт (укр. Освальд Бургардт, также Бурґгардт, Бургхардт, нем. Oswald Burghardt; псевдоним эмигрантского периода Юрий Клен, укр. Юрій Клен; 1891—1947) — украинский поэт и переводчик, литературовед.

## Ранние годы
Из семьи немца-колониста. Учился в Киевском университете, во время Первой мировой войны высылался в Архангельскую губернию как немец. Первая публикация — литературоведческая работа на русском языке «Новые горизонты в области исследования поэтического стиля» (Киев, 1915) с предисловием академика В. Н. Перетца. В 1918 году вернулся в Киев, окончил университет и вместе с поэтом Николаем Зеровым преподавал в социально-экономическом техникуме в селе Барышевка. Принимал активное участие в работе ВУАН.

## Неоклассический период. Переводчик Бургардт
Освальд Бургардт (в СССР он подписывался настоящей фамилией) стал одним из пяти украинских поэтов-«неоклассиков». В отличие от остальных (Зерова, Михаила Драй-Хмары, Павла Филиповича, Максима Рыльского), в 1920-е годы практически не выступал в печати с оригинальными стихами (в 1924—1929 годах — только пять стихотворений), предпочитая переводы. Диапазон Бургардта-переводчика (не только в стихах, но и в прозе) был очень широк, в шуточном «Неоклассическом марше» о нём говорилось: «Кую сонеты из железа, что хочешь, то переведу» (имеется в виду его перевод «Железных сонетов» Ф. Рюккерта, 1923). Он был «мотором» большинства переводческих проектов неоклассиков. Среди его переводов — «Старшая Эдда», стихи Рильке, Шелли, Тютчева, Блока, он был основным организатором украинского 27-томника Джека Лондона. Бургардту принадлежит один из лучших на то время (до 1970-х годов) украинских переводов «Гамлета» Шекспира. Наряду с классикой брался и за переводы откровенно проходных текстов, например, советских «пролетарских поэтов». Известны и его выступления как переводчика с украинского на русский (сонет Зерова и фрагмент поэмы П. Тычины). Для его стиля характерна склонность к афористичным, философичным формулировкам.

## Эмигрантский период. Поэт Клен
В 1932 году выехал в Германию как этнический немец, ранее получивший гражданство Веймарской республики. После отъезда Бургардта упоминания его имени и переиздания в СССР стали невозможны вплоть до перестройки. Все оставшиеся в СССР поэты-неоклассики подверглись репрессиям, причём выжил только Рыльский.
В нацистской Германии в 1934 году при содействии Дмитрия Чижевского стал читать лекции в Славянской семинарии Мюнстерского университета на русском и украинском языках, в 1936 году защитил диссертацию (на немецком языке) о творчестве Леонида Андреева. Пробовал писать стихи по-немецки, но затем вернулся к украиноязычному творчеству (теперь уже как оригинальный поэт, взял псевдоним Юрий Клен). Во время Второй мировой войны (1941—1942) служил переводчиком в штабе немецкой 17-й армии, действовавшей на Украине и затем наступавшей через Кубань на Кавказ. В 1943 году стал преподавать русский язык в Карловом университете, позже стал его почётным профессором. Также в 1943—1945 годах преподавал в Украинском свободном университете в Праге, затем непродолжительное время в Инсбрукском университете. Примыкал в поэзии к так называемой «пражской школе». Написал две эпические поэмы о судьбах Украины — «Проклятые годы» (1937) и «Пепел империй» (1943—1947, не окончена). В 1943 году издал сборник «Каравеллы», в 1946 — воспоминания о неоклассиках.
Умер 30 октября 1947 года в американской зоне оккупации в городе Аугсбург от пневмонии.
Сын Юрия Клена, Вольфрам Бургардт (р. 1935), литературовед, переводчик и редактор, живёт в Канаде; принимал участие в издании наследия неоклассиков и других деятелей «расстрелянного возрождения» на Западе.

## Издания
- Клен Юрій. Вибране. — Киев: Дніпро, 1991.
- Клен Юрій. Твори. — Нью-Йорк: Наукове Товариство ім. Шевченка, 1992. — Т. 1. — 382 с.; Т. 2. — 349 с.; Т. 3. — 221 c.; Т. IV. — 407 c.
- Клен Юрій. Вибрані твори. Поезія. Спогади. Листи. — Дрогобич: Каменяр, 2003. — 616 с. 259
- «Празька школа»: Хрестоматія прозових творів / Упоряд., передм. і приміт. В. А. Просалової. — Донецьк: Східний видавничий дім, 2004. — 236 с.
- Празька літературна школа: Ліричні та епічні твори / Упорядування і передмова В. А. Просалової. — Донецьк: Східний видавничий дім, 2008. — 280 с.